# Museum der Basil & Elise Goulandris Foundation

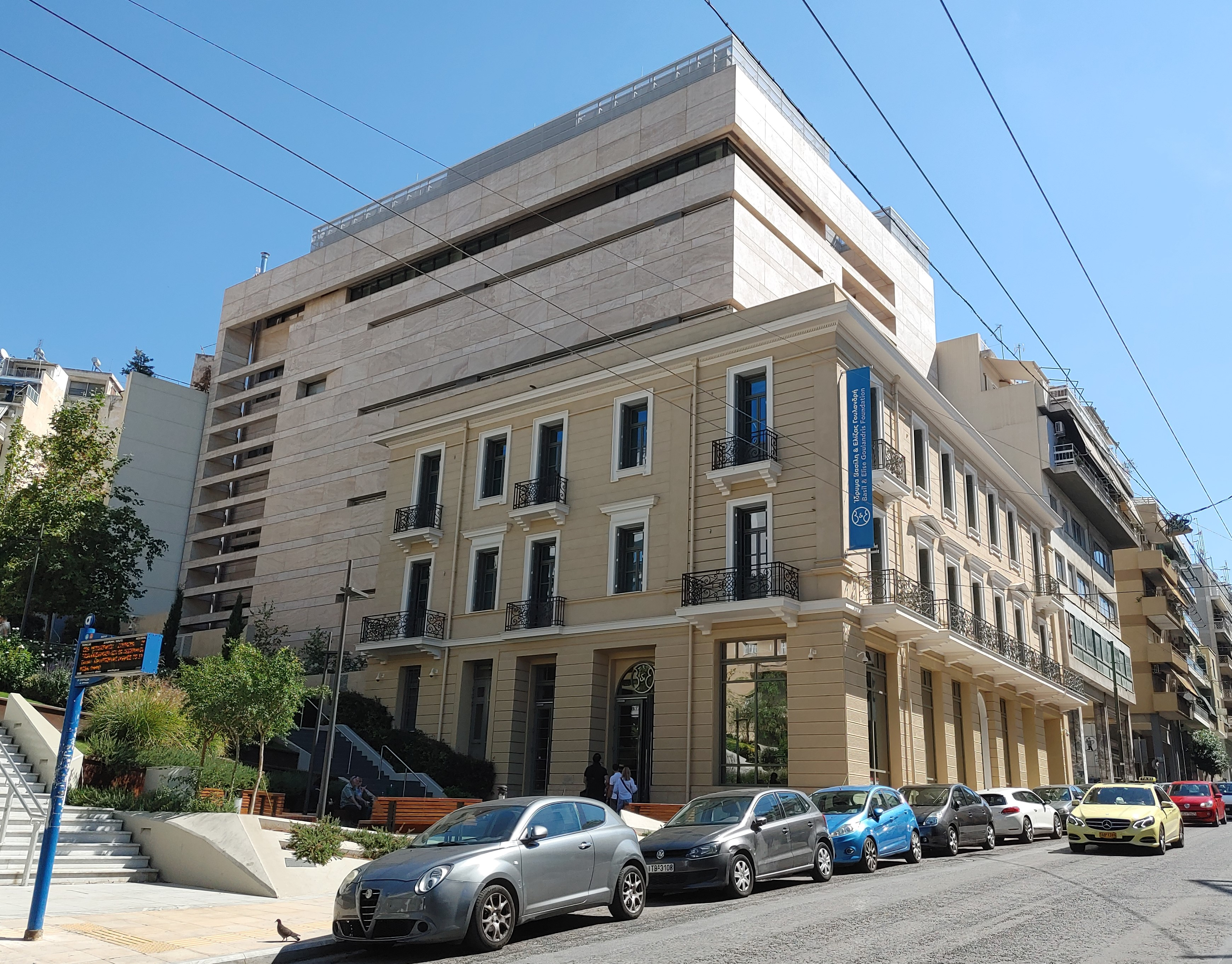
Das Museumsgebäude

Das Museum der Basil & Elise Goulandris Foundation (griechisch Μουσείο Σύγχρονης Τέχνης του Ιδρύματος Βασίλη & Ελίζας Γουλανδρή) in Athen beherbergt auf mehreren Stockwerken Kunstwerke aus verschiedenen Epochen. Der Bau des Museums begann im August 2012, die Fertigstellung erfolgte im Oktober 2018. Der griechischen Staatspräsidenten Prokopis Pavlopoulos eröffnete das Museum am 1. Oktober 2019.

## Geschichte, Lage und Gebäude

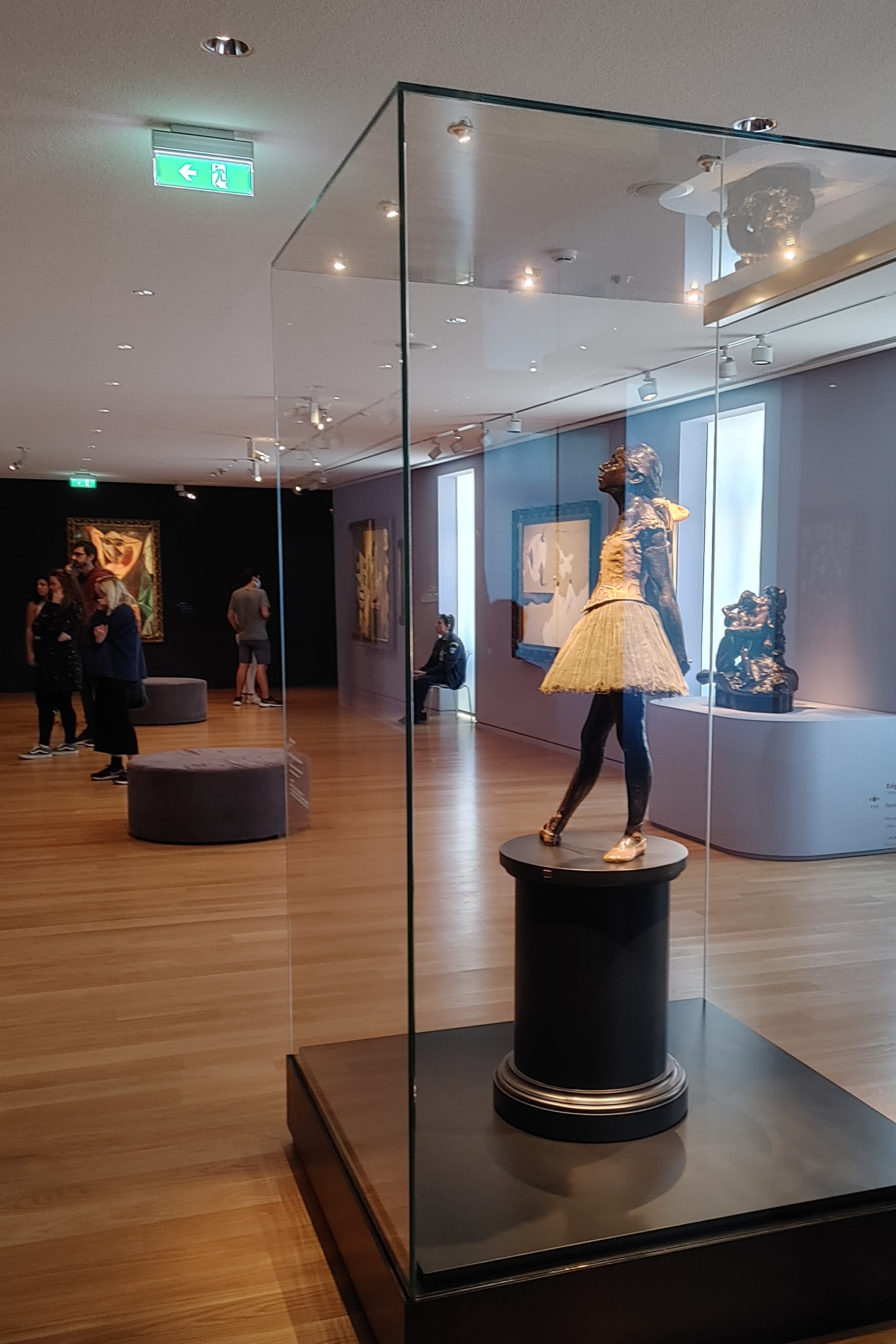
Blick in einen Ausstellungsraum mit der Tänzerin von Edgar Degas

Das Ehepaar Goulandris begann in den 1950er Jahren mit dem Aufbau einer bedeutenden Kunstsammlung. Möglich wurde der Erwerb von zahlreichen Werken namhafter Künstler durch das erhebliche Vermögen, das Basil Goulandris als Reeder während die Suezkrise und den Folgejahren verdient hatte. Beim Aufbau der Sammlung wurde das Paar beraten von den Galerien Wildenstein, Acquavella, Varenne und Beyeler sowie vom Auktionator Simon de Pury bei Christie’s. Der mit Basil und Elise Goulandris befreundete Ernst Beyeler ermutigte das Paar, für die Kunstwerke ein eigenes Museum zu errichten. Die Sammlung befand sich zunächst an den verschiedenen Wohnsitzen des Paares, einzelne Werke wurden gelegentlich zu Ausstellungen ausgeliehen. 1979 gründete das Paar die Basil & Elise Goulandris Foundation und eröffnete das Museum für zeitgenössische Kunst auf der Insel Andros, dem Geburtsort von Basil Goulandris.
Während auf Andros Werke griechischer Künstler und Wechselausstellungen gezeigt werden, war für die umfangreiche internationale Sammlung des Paares ein eigenes Museum in Athen geplant. Der mit dem Paar befreundete Architekt Ieoh Ming Pei wurde 1993 mit dem Entwurf für das Athener Museum beauftragt. Sein Plan sah ein helles Gebäude mit Kalksteinfassade vor, das in der Formensprache an eine orthodoxe Kirche erinnert. 1997 wurde die Umsetzung aufgegeben, als am vorgesehenen Baugrund das Lykeion, eine Lehrstätte des Aristoteles, entdeckt wurde. Die Nutzung eines alternativen Bauplatzes scheiterte am Widerstand der Anwohner, die zu erwartende Besucherströme verhindern wollten.
Nach dem Tod von Basil Goulandris 1994 und seiner Frau Elise 2000 verzögerten zunächst Auseinandersetzungen mit Verwandten um das Erbe des kinderlosen Sammlerpaares die Errichtung des Museums. Schließlich übernahm die Basil & Elise Goulandris Foundation mit dem Direktor Kyriakos Koutsomallis die weitere Planung. Als Museumsstandort wurde nun die Adresse Odos Eratosthenous Nr. 13 (Οδός Ερατοσθένους 13) im Athener Stadtteil Pangrati gewählt, rund 800 m südöstlich des Syntagma-Platzes. Ein hier stehendes klassizistisches Gebäude aus den 1920er Jahren wurde ab 2012 umgebaut und um einen Neubau der Architekten I. & A. Vikelas and Partners erweitert. Das Museumsgebäude verfügt nach Fertigstellung über elf Stockwerke, sechs davon oberirdisch und fünf unterirdische Ebenen. Zugänglich für die Besucher sind sieben Etagen, wobei sich drei davon unter der Erde befinden.
Die Gesamtfläche des Hauses beträgt 7250 m². Hiervon stehen dem Museum 1654 m² zur Verfügung, davon 1124 m² für die permanente und 530 m² für temporäre Ausstellungen. Das Museum erstreckt sich über fünf Stockwerke. Im Erdgeschoss liegen der Empfangsbereich mit einem Porträt der Sammlerin Elise Goulandris von Marc Chagall und der Museumsshop. Ein Mezzanin beherbergt ein Café-Restaurant. Im ersten Untergeschoss werden wechselnde Ausstellungen zu einzelnen Künstlern oder Thematiken gezeigt. Im zweiten Untergeschoss befindet sich eine Bücherei, die rund 6000 Bücher rund um das Thema Kunst beherbergt. Das Auditorium mit rund 190 Sitzplätzen ist im dritten Untergeschoss untergebracht.

## Sammlung

### Erstes Obergeschoss: Dekorative Kunst, Werke des 19. und 20. Jahrhunderts
Im ersten Stock sind in einem Nebenraum Exponate des Kunsthandwerks aus der Sammlung Goulandris zu sehen. Hierzu gehören vor allem französisches Mobiliar aus der Zeit des Louis-seize, Porzellan der Manufakturen Sèvres und Meissen und Glasobjekte von Boucheron. Weiterhin gibt es ein Keramik-Pferd aus der Tang-Dynastie, eine chinesische Grabbeigabe aus dem 8. Jahrhundert.
Im Hauptraum des ersten Stocks sind unter anderen die frühen Erwerbungen des Sammlerpaares zu sehen. Dazu gehört das zwischen 1580 und 1582 entstandene Gemälde Schweißtuch der Veronika von El Greco, das Basil und Elise Goulandris 1956 in der Galerie Wildenstein in New York erwarben. Der aus Kreta stammende Maler war bis dahin in griechischen Sammlungen kaum vertreten. 1957 erwarb Basil Goulandris bei einer Auktion in der Pariser Galerie Charpentier das Stillleben mit Pampelmusen von Paul Gauguin. Der damalige Rekordpreis von 255.000 US-Dollar machte den Sammler seinerzeit international bekannt. Von Gauguin erwarb das Sammlerpaar später die beiden Holzarbeiten Zylinder verziert mit Darstellungen der Hina und Spazierstock mit Schnitzereien. In den Jahren 1957–1958 gelang den Sammlern der Ankauf von drei Werken von Paul Cézanne. Hierzu gehörten das Selbstbildnis Porträt des Künstlers mit Blick über die Schulter, das sich zuvor in der Sammlung des Regisseurs Sacha Guitry befunden hatte, die Landschaft bei Auvers-sur-Oise, die 1913 in der berühmten Armory Show zu sehen war und das Aquarell Kirche in Montigny-sur-Long. Die nächsten bedeutenden Erwerbungen waren 1958 das Gemälde Frau im Garten des Monsieur Forest von Henri de Toulouse-Lautrec und 1966 ein Werke der Serie Kathedrale von Rouen von Claude Monet und das Bild Nackte beim Verlassen des Bades von Pierre Bonnard. 1967 kaufte das Sammlerpaar das Gemälde La patience von Georges Braque, ein im Kriegsjahr 1942 entstandenes Werk in der Nachfolge des Kubismus.
Innerhalb weniger Monate gelang 1971–1972 der Ankauf von drei Gemälden von Vincent van Gogh. Hierzu gehörte das Stillleben mit Kaffeekanne, die Ansicht aus Arles Les Alyscamps und das in Saint-Rémy-de-Provence geschaffene Werk der Olivenpflücker. Durch Vermittlung des Galeristen Ernst Beyeler lernten Basil und Elise Goulandris 1970 Pablo Picasso persönlich kennen. Zu den bedeutenden Werken dieses Künstlers in der Sammlung gehören die 1973 erworbene Gouache Junge mit Blumenstraß aus der Rosa-Periode, gefolgt von dem 1976 gekauften Gemälde Nackte mit erhobenen armen aus der kubistischen Schaffensphase. Weitere Gemälde in der ersten Etage sind Beide gestreift von Wassily Kandinsky, Dynamik eines Kopfes von Paul Klee, Mechanisches Element von Fernand Léger, Pferd von Sotiris Sorogas, Komposition in Blau von Jean Hélion und Die Grashüpfer von Joan Miró. Hinzu kommen die Bronzeskulpturen  Kleine vierzehnjährige Tänzerin und Trinkendes Pferd von Edgar Degas, Lachender Mann von Camille Claudel sowie Mächtige Hand, Kopf einer tragischen Muse und Ewiger Frühling von Auguste Rodin.

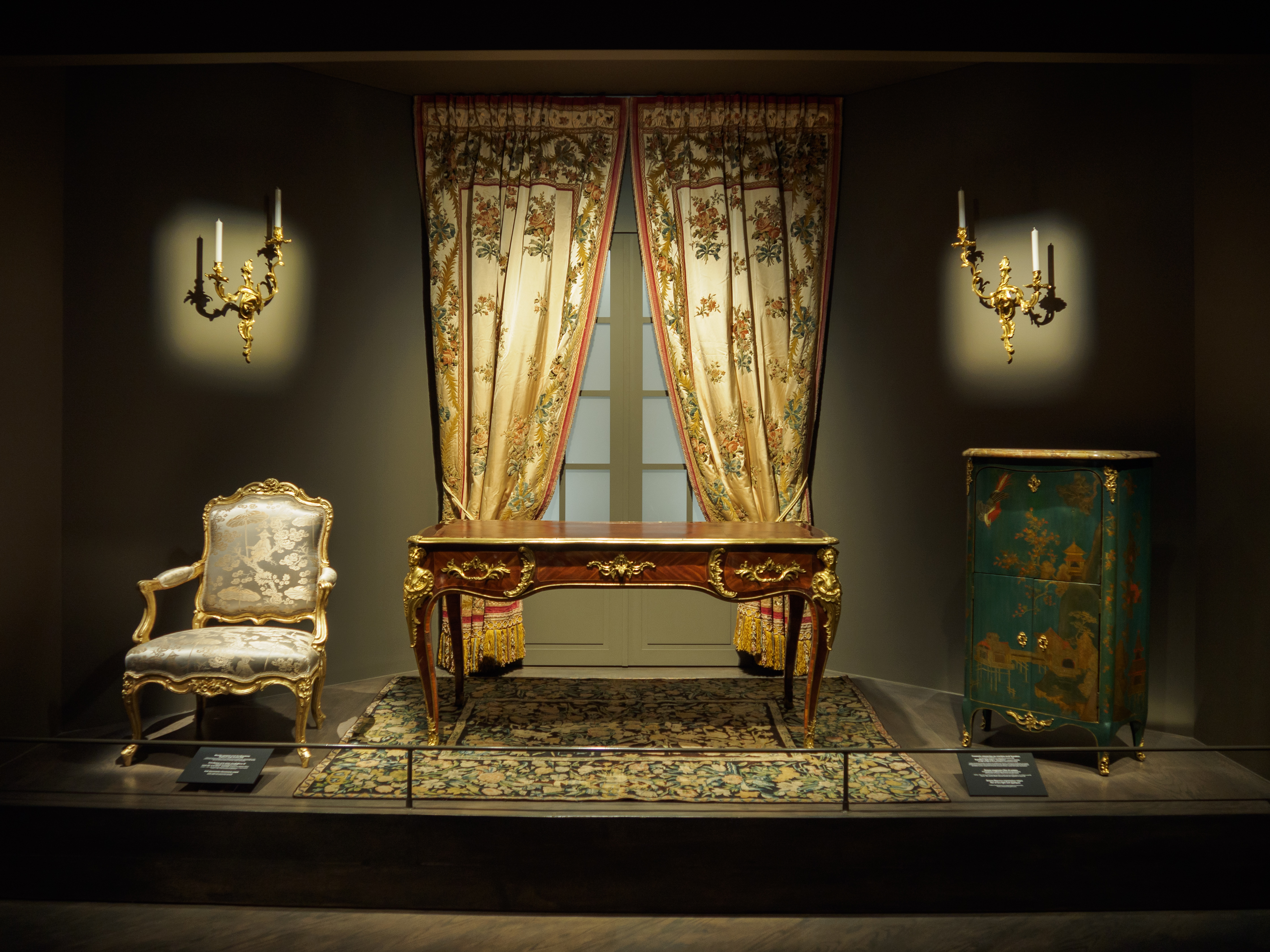
Französische Möbel des 18. Jahrhunderts
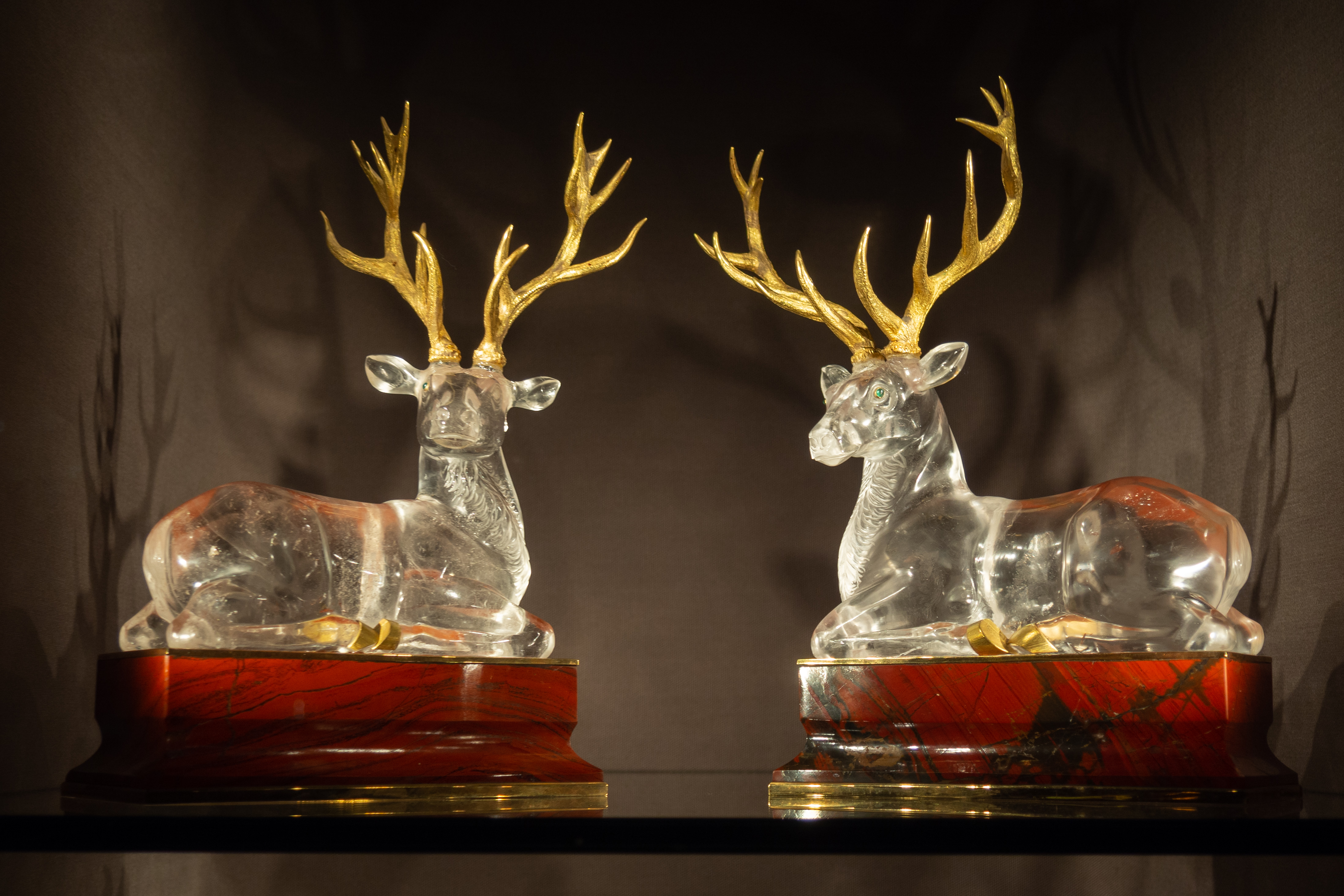
Zwei Hirsche, Glasobjekte von Boucheron
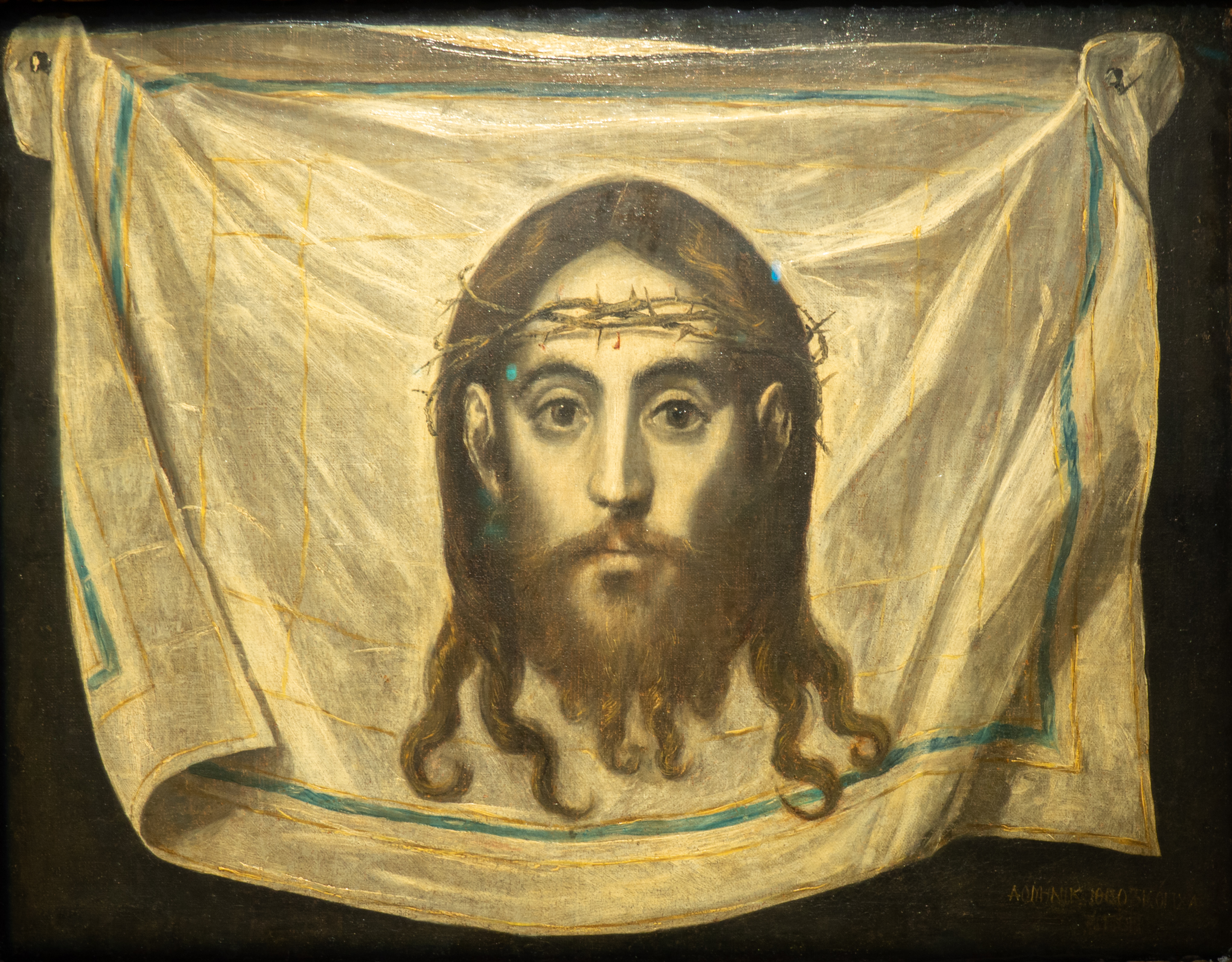
El Greco: Schweißtuch der Veronika
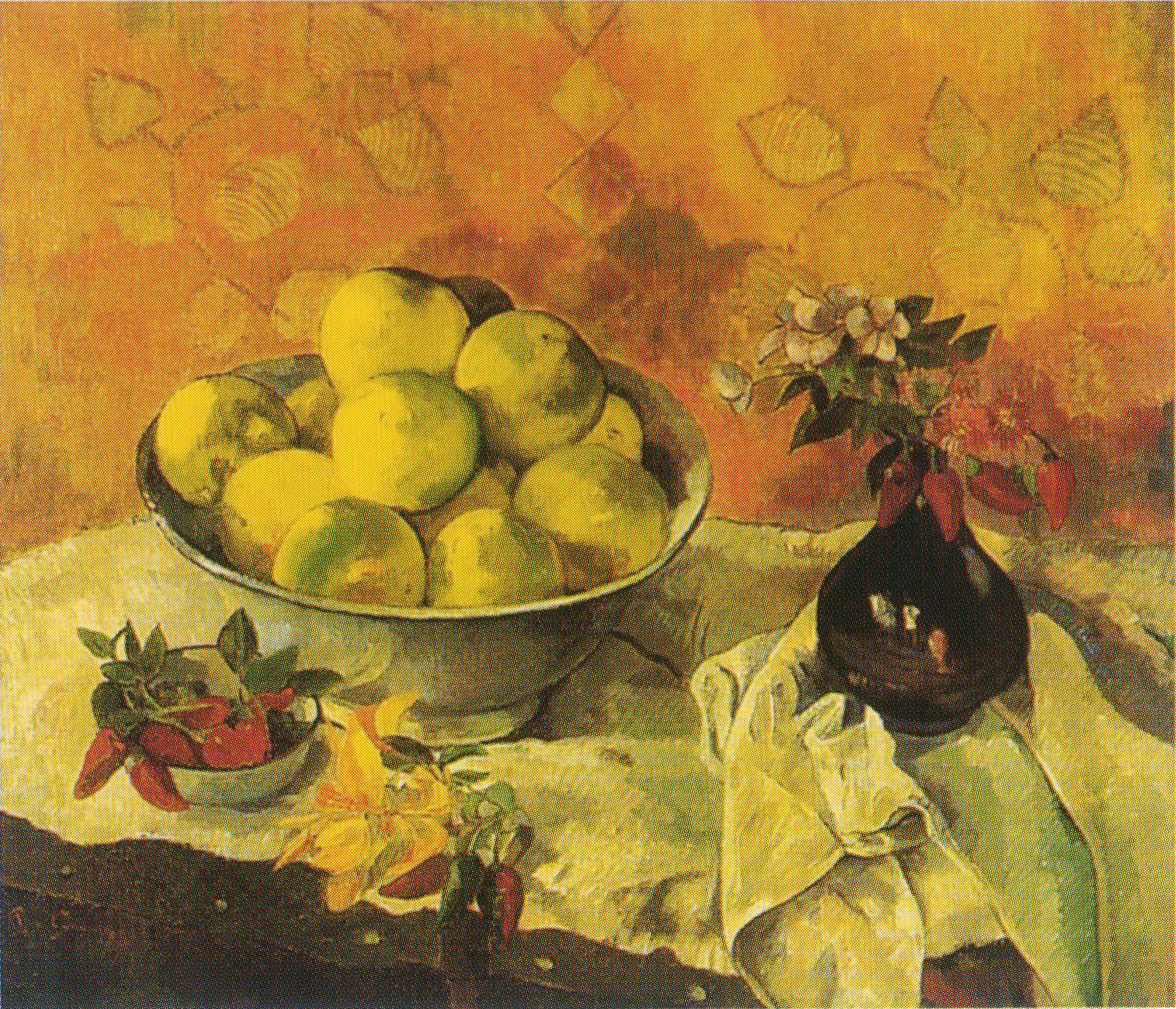
Paul Gauguin: Stillleben mit Pampelmusen
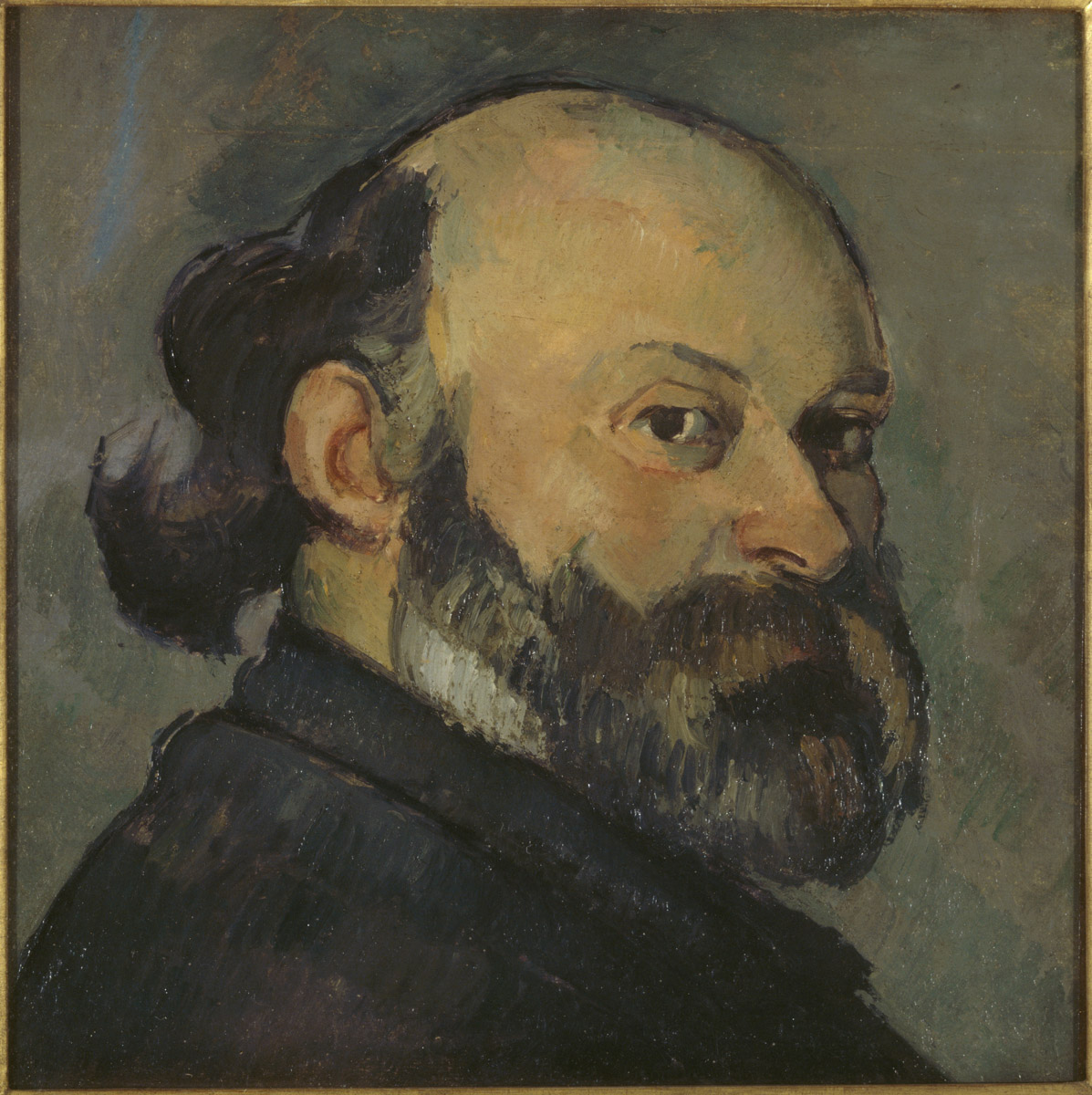
Paul Cézanne: Porträt des Künstlers mit Blick über die Schulter
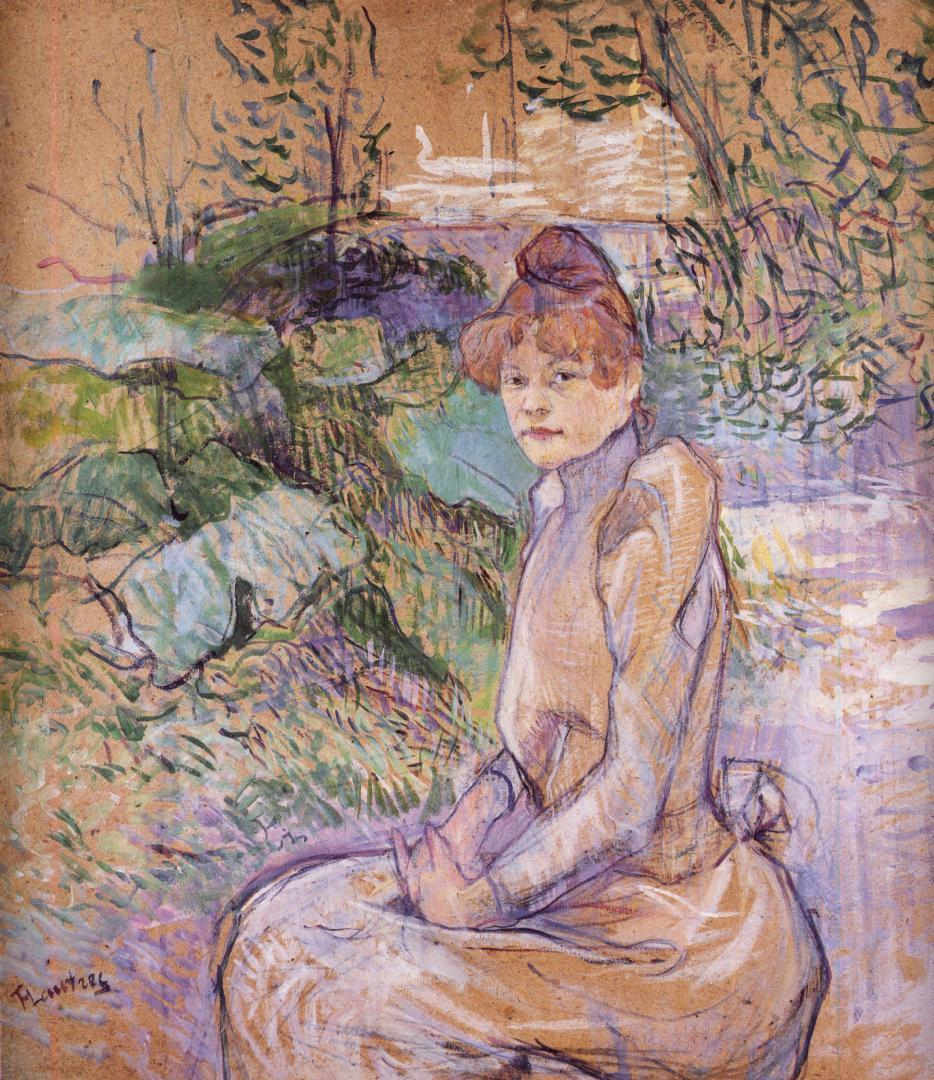
Henri de Toulouse-Lautrec: Frau im Garten des Monsieur Forest
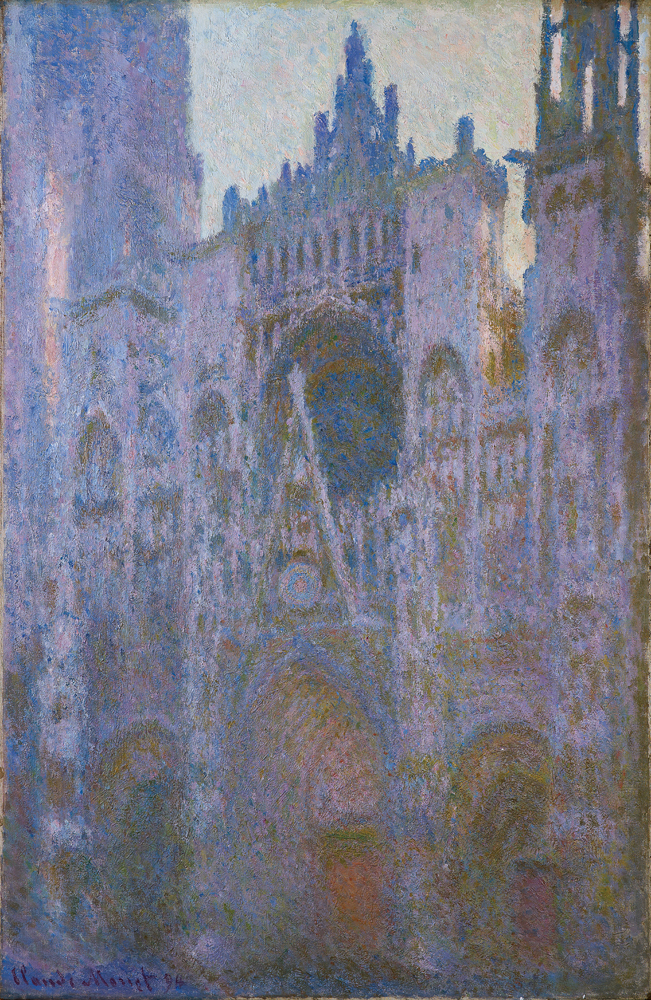
Claude Monet: Kathedrale von Rouen
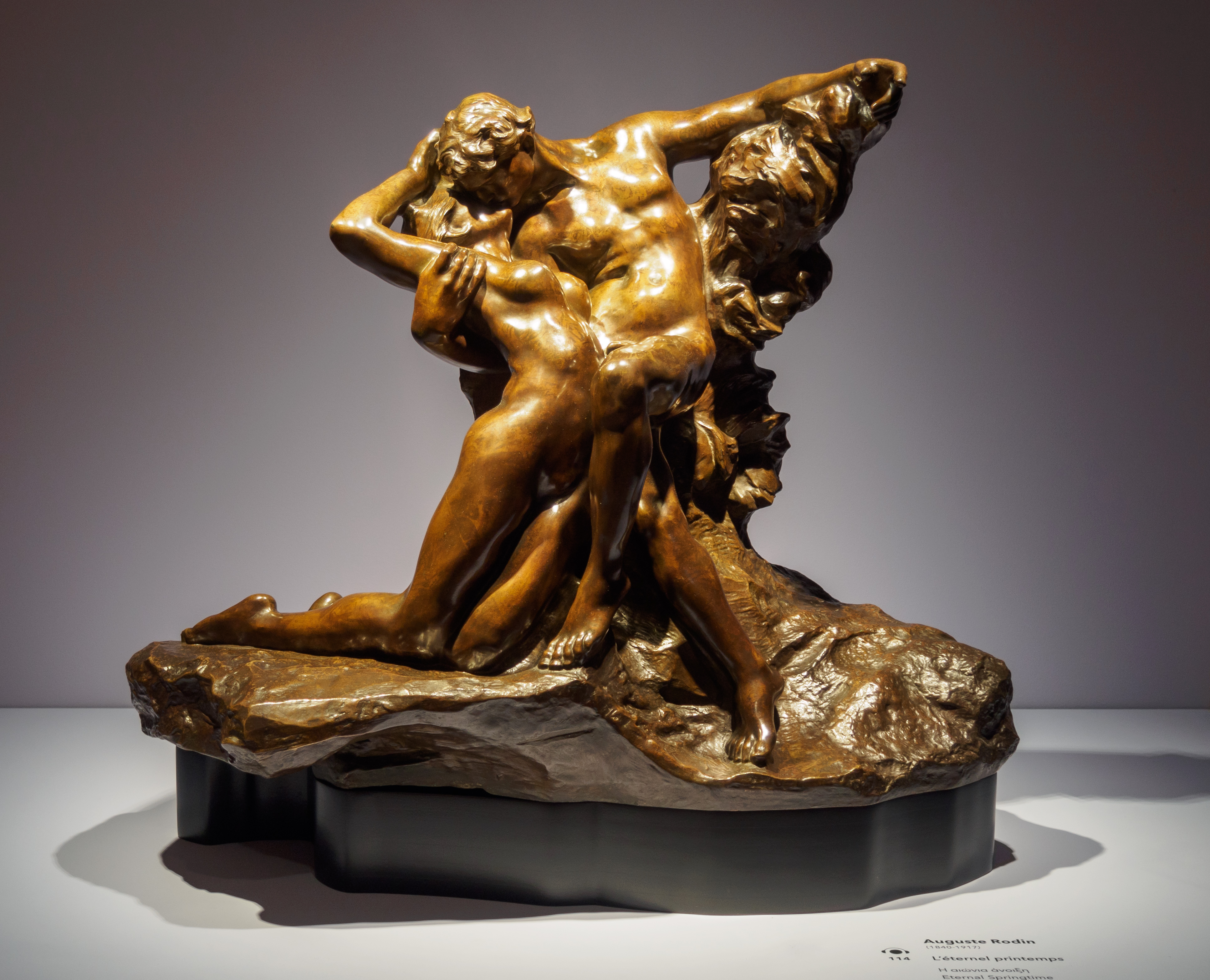
Auguste Rodin: Ewiger Frühling
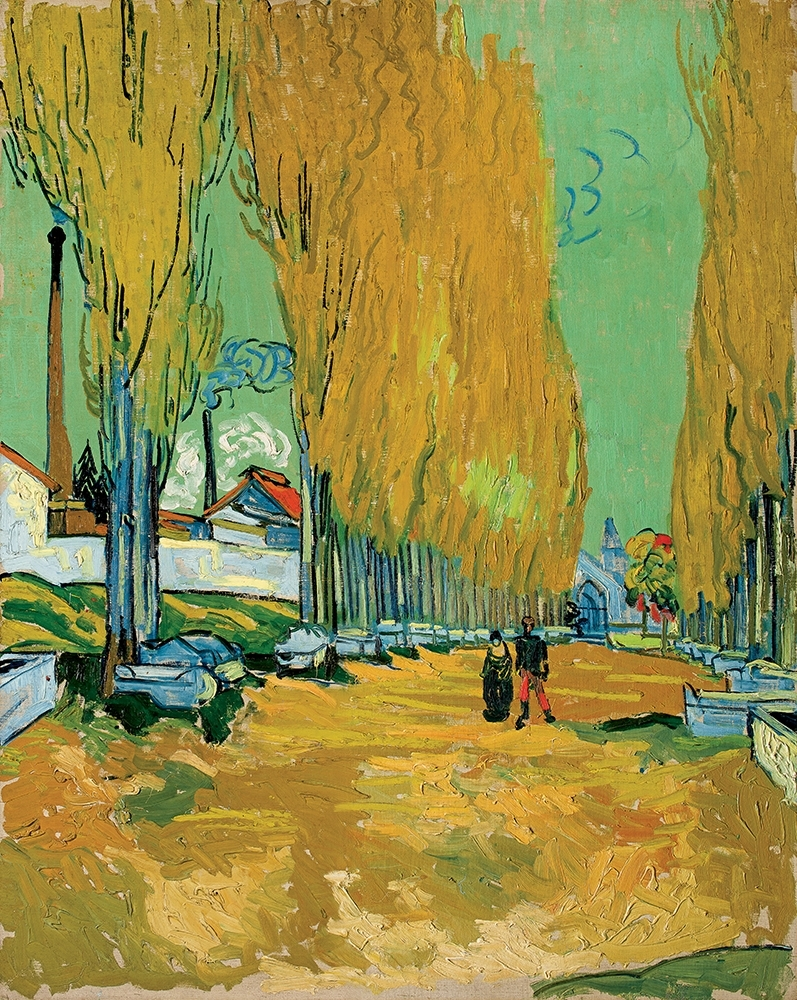
Vincent van Gogh: Les Alycamps

### Zweites Obergeschoss: Werke des 20. Jahrhunderts
Die Werke im Hauptraum der zweiten Etage geben einen Überblick zum künstlerischen Schaffen des 20. Jahrhunderts in Westeuropa und darüber hinaus. Die Spanne reicht vom 1900 gemalten Pastellbild Tänzerin von Jean-Louis Forain bis zum 1992 entstandenen Bild City Camp (Urban Bourbon series) von Robert Rauschenberg. Bei den Gemälden finden sich abstrakte Werke wie Manhattan und Neons von Jean Fautrier, das Action Painting Number 13, 1950 von Jackson Pollock, Werke der Pop Art wie Nude with White Flower und Sunrise von Roy Lichtenstein, als Vertreter der Neue Wilden das Gemälde Der rote Fisch von A. R. Penck, deformierte Formen im Gemälde Three Studies for Self-Portrait von Francis Bacon, eine realistische Bildsprache in den Werken Stillleben mit grünem Vorhang und Portrait of E.B.G. von Fernando Botero sowie in Gemälden Pferde am Strand und Porträt eines Mannes von Giorgio de Chirico. Von Christo und Jeanne-Claude stammt die Mixed-Media-Arbeit Wrapped Coast (Project for Australia, near Sydney). Von Alberto Giacometti gibt es das Gemälde Portrait de Yanaihara und die beiden Bronzeskulpturen Femme de Venise V und Frau. Weitere Bronzearbeiten in der Sammlung sind die Figur L’araignée I von Germaine Richier, das Kopffragment Luci di Nara von Igor Mitoraj, die weibliche abstrakte Statue Nu floral von Hans Arp, die Skulptur Six Forms (2 x 3) von Barbara Hepworth, die Tierfigur Rhinocéros von François-Xavier Lalanne und ein Bronzetisch mit floralen Motiven von Claude Lalanne. Aus unterschiedlichen Materialien stammen drei von Künstlern bearbeitete Sitzgelegenheiten: aus Polyurethane ist der Chaise de pratique fonction von Jean Dubuffet gearbeitet, Holz ist das Material des Um und Um bemalter Sessel mit Koboldkopf auf der Sesselfläche von Friedensreich Hundertwasser und aus Bronze ist der Chaise "Expansion von César. Von César stammt zudem das Schmuckstück Bijou Compression. Weiterhin gibt es die Installation aus Eisen, Stahl und Polyester Pallas Athene oder Der Triumphwagen des Künstlerpaares Jean Tinguely und Niki de Saint Phalle. In einer kleinen Wandvitrine werden die Bronzetafel Boréade von Georges Braque und die Terrakottatafel Tête de femme à la couronne de fleurs sowie der Tonkrug Pichet gothique aux feuilles von Pablo Picasso gezeigt. Im Nebenraum sind Zeichnungen und andere Arbeiten auf Papier zu sehen, beispielsweise die Bleistiftzeichnung und Gouache Cariatide von Amedeo Modigliani, das Aquarell Équilibre von Jean Hélion, eine Werkgruppe mit Selbstporträts von Francesco Clemente, das Aquarell Spanierin von Kees van Dongen, die Bleistiftzeichnung Yellow and Dust Mauve von Ben Nicholson und zahlreiche Werke von Pablo Picasso, darunter die Zeichnung einer Taube.

### Drittes Obergeschoss: Internationale und moderne griechische Kunst
Ein Raum im dritten Stock ist den Arbeiten zeitgenössischer internationaler Künstler gewidmet. Hierzu gehören Bilder wie Des Malers Atelier von Anselm Kiefer, Selon ses faces no. 6 von François Rouan, Homeward Bound von Ed Ruscha und Maria Callas no. 4 von Julian Schnabel. Im zweiten Raum der Etage sind Werke griechischer Künstler zu sehen. Darunter befinden sich das großformatige Bild Straßenmarkt von Panayiotis Tetsis, das skizzenhafte Figurenbild Harmonie von Konstantinos Parthenis, die im Stil der Neuen Sachlichkeit gehaltenen Bilder Sitzender Matrose an einem Tisch, rosa Hintergrund und Altes Zollhaus in Piräus von Yannis Tsarouchis, die Strandszene Paar in den Wellen von Andreas Kontellis, das weibliche Aktbild Große Studie in Cadmium-Rot von George Rorris und das Gemälde Porträt einer Frau von Jorgos Busianis. Hinzu kommen Landschaftsbilder wie Maroussi (Zypressen, wolkige Landschaft) von Agenor Asteriadis, Gegenüber vom Berg (3. Versuch) von Chronis Botsoglou, Winter von Michael Madenis, die nahezu abstrakte Ansicht von Sifnos ΙΙ von Panayiotis Tetsis und die Motivcollage Ein blauer Tag von Spyros Vassiliou. Zudem sind in dieser Etage die Marmorskulptur Dynamik von Kostas Dikefalos, die Bronzefiguren Der Reisende von Igor Mitoraj, Sitzende Figur von Yannis Parmakelis und Die Frau mit dem Tintenfisch von Yannis Pappas sowie die Holzarbeit Stuhlmetaporphose von Lucas Samaras zu sehen.

### Viertes Obergeschoss: Zeitgenössische griechische Kunst
In der obersten Ausstellungsetage finden sich Werke zeitgenössischer griechischer Künstler. Hierzu gehören die Installationen Mur magnétique jaune, Signal lumineux, Signal (Trois branches) und Oscillation de la mer von Takis, Linse mit drei Regenschirmen von Andreas Kontellis, zwei unbetitelten Mixed-Media-Arbeiten von Nakis Panayotidis und Alexis Akrithakis, die Aluminiumskulptur London Cityscape - Picadilly Circus I von Chryssa und die Marmorfigur Tag der Tage von Sophia Vari. Hinzu kommen mehrere zweidimensionale abstrakte Werke wie Emergence no. 5 von Aris Koutroulis, Erotik von Yannis Moralis, H-1-83 von Nassos Daphnis, Ohne Titel von Jannis Kounellis und Unendliches Feld - Lefkada-Serie von Theodoros Stamos. Des Weiteren gibt es ein Gemälde im Stil des Kubismus Balkon mit waagerechten Pfeilern von Nikos Hadjikyriakos-Ghika, das Bild Der Hafen von Thanos Tsingos und ein Stillleben von Pavlos Dionyssopoulos.

## Museumspädagogik
Besucher können kostenlos ein Audiogerät ausleihen, das Informationen zu zahlreichen Werken der ständigen Sammlung erläutert. Im zweiten Stockwerk werden zudem Filme mit Hintergrundinformationen zu einzelnen Kunstwerken gezeigt. Die Präsenzbibliothek des Hauses stellt Bücher aus ihrem Bestand in einer Lesezone zur Verfügung. Darüber hinaus gibt es regelmäßig Führungen im Haus und Vorträge im Auditorium.

## Auszeichnungen
Anlässlich des Internationalen Museumstags, der in Griechenland 2023 am 18. Mai gefeiert wird und unter dem Motto „Museen, Nachhaltigkeit und Wohlbefinden“ steht, wurde das Kunstmuseum Basil & Elise Goulandris vom Hellenic National Committee of the International Council of Museums (ICOM) als Ehrenträger für das Jahr 2023 ausgewählt.